# Belengi
Belengi (بلنگي på persisk) er en landsby i Chabahar County, Iran. Belengis befolkning er 333.
25°42′N 61°00′Ø / 25.7°N 61°Ø